# 鳥取県道207号皆生西原線
鳥取県道207号皆生西原線（とっとりけんどう207ごう かいけにしはらせん）は、鳥取県米子市を通る一般県道である。

## 概要
米子市皆生温泉3丁目から米子市西福原1丁目に至る。

### 路線データ
- 起点：鳥取県米子市皆生温泉3丁目（米子市観光センター前交差点、鳥取県道300号米子環状線交点）
- 終点：鳥取県米子市西福原1丁目（西福原1丁目交差点、国道9号交点、鳥取県道317号両三柳西福原線終点）
- 総延長：2.7 km

## 路線状況

### 道路施設

#### 橋梁
- 新開橋（新開川、米子市）

## 地理

### 通過する自治体
- 鳥取県
  - 米子市

### 交差する道路
| 交差する道路                        | 交差する場所  | 交差する場所                      |
| ----------------------------------- | ------------- | --------------------------------- |
| 鳥取県道300号米子環状線             | 皆生温泉3丁目 | 米子市観光センター前交差点 / 起点 |
| 国道431号                           | 皆生5丁目     | 皆生交差点                        |
| 鳥取県道208号東福原樋口線           | 東福原6丁目   | 西部免許センター入口交差点        |
| 国道9号 鳥取県道317号両三柳西福原線 | 西福原1丁目   | 西福原1丁目交差点 / 終点          |

### 沿線
- 皆生温泉
- 米子警察署 皆生交番
- 米子市立福生西小学校
- 米子しんまち郵便局
- 米子しんまち天満屋
- ホテルサンルート米子
- 山陰信販・ホテルわこう
- 山陰放送（BSS）